# Коламбус Сити (Ајова)
Коламбус Сити (енгл. Columbus City) град је у америчкој савезној држави Ајова. По попису становништва из 2010. у њему је живело 391 становника.

## Демографија
Према попису становништва из 2010. у граду је живело 391 становника, што је 15 (4,0%) становника више него 2000. године.
| Група             | 2000.       | 2010.       |
| Белци             | 242 (64,4%) | 211 (54,0%) |
| Афроамериканци    | 0 (0,0%)    | 0 (0,0%)    |
| Азијати           | 1 (0,3%)    | 12 (3,1%)   |
| Хиспаноамериканци | 125 (33,2%) | 164 (41,9%) |
| Укупно            | 376         | 391         |